# Lista de espécies do género Scaphyglottis
Esta é uma lista das espécies aceitas do gênero Scaphyglottis (Orchidaceae).

## ScaphyglottisPoepp.&Endl., (1836)

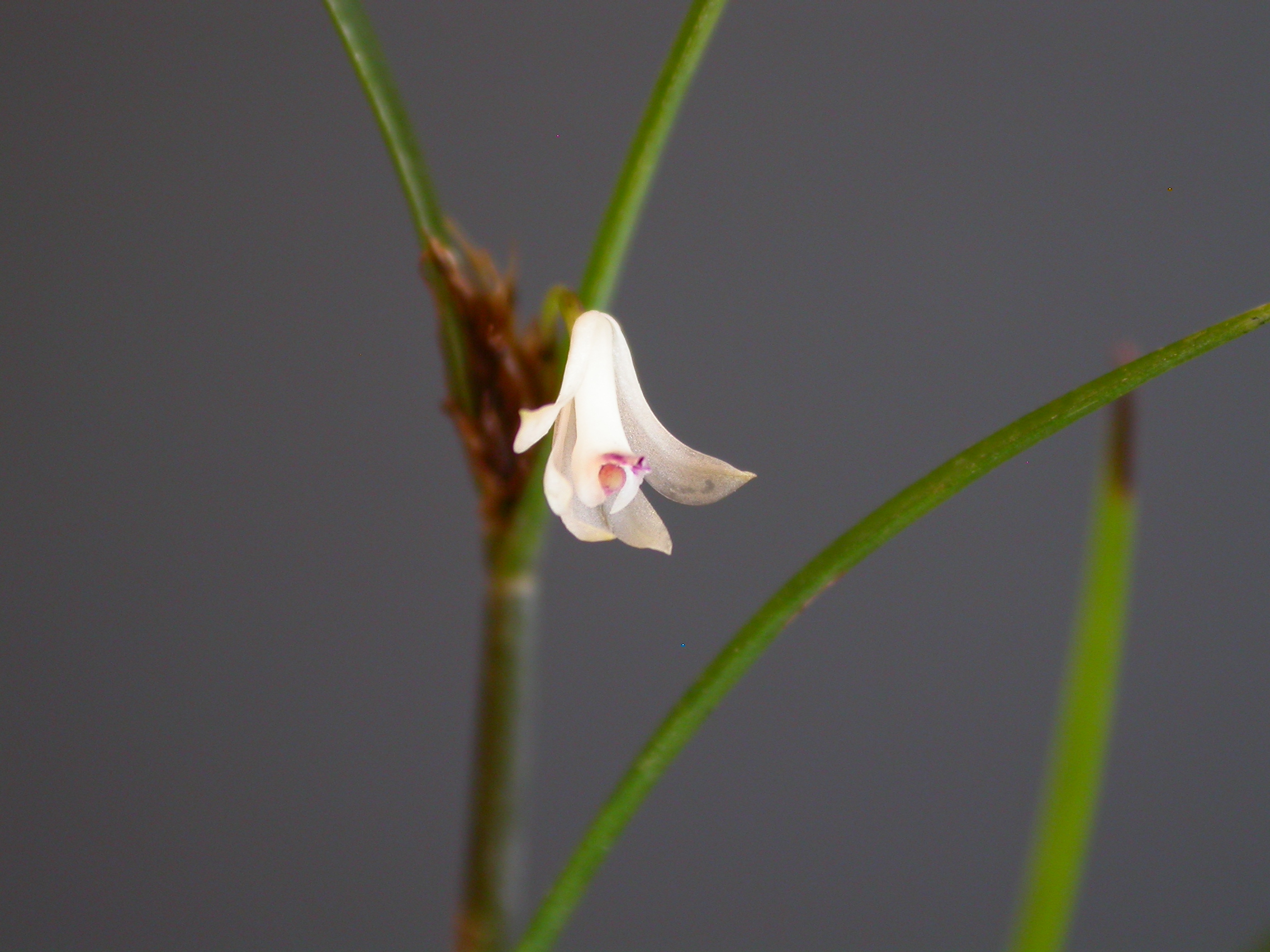
Scaphyglottis longicaulisUma das espécies menores neste gênero, suas flores medem cerca de três milímetros de diâmetro.

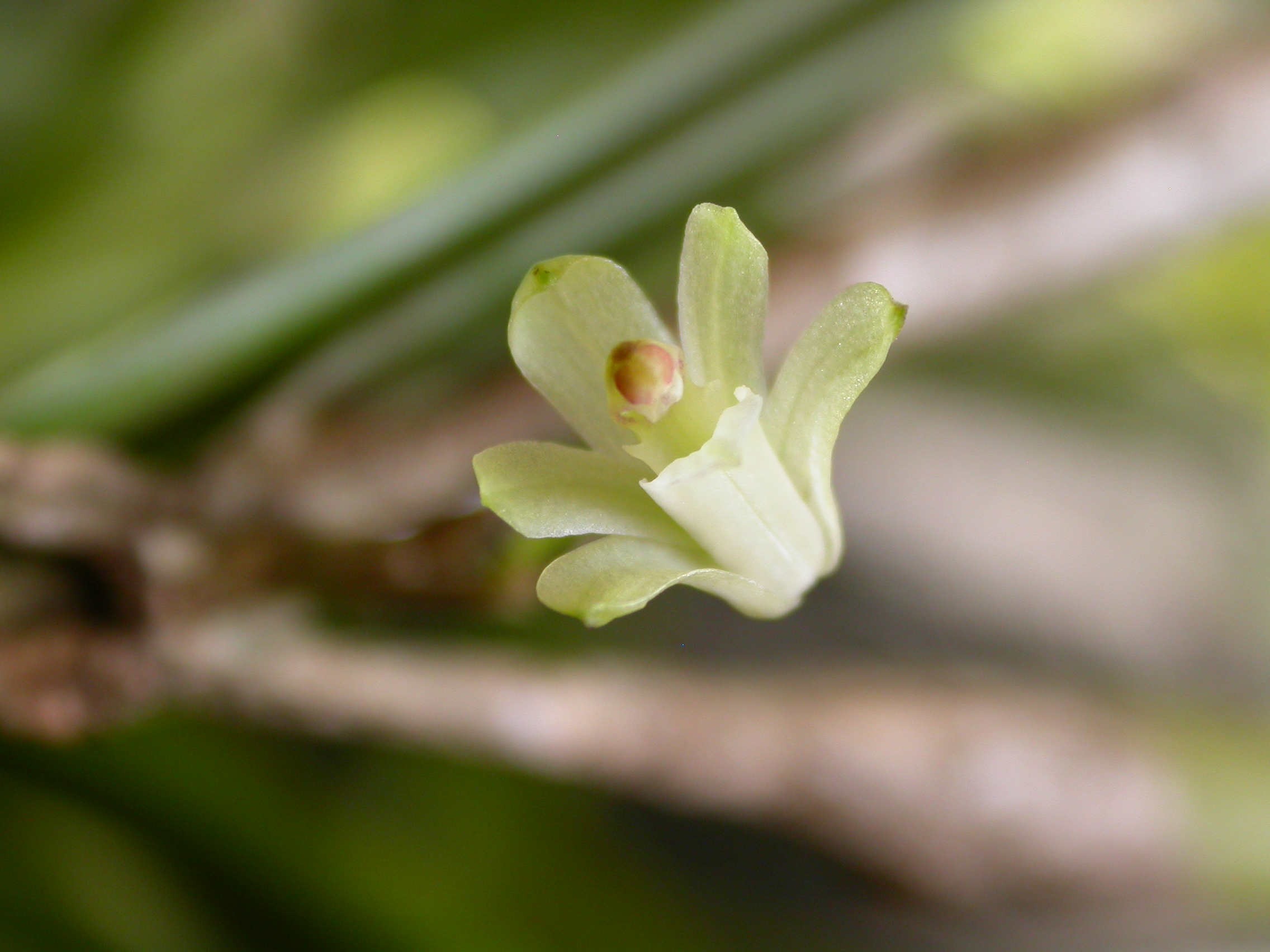
Scaphyglottis fusiformisUma da espécie bem típica de Scaphyglottis, planta grande com poucas flores, pequenas e descoloridas, qualidades pouco valorizadas pelos colecionadores de orquídeas.

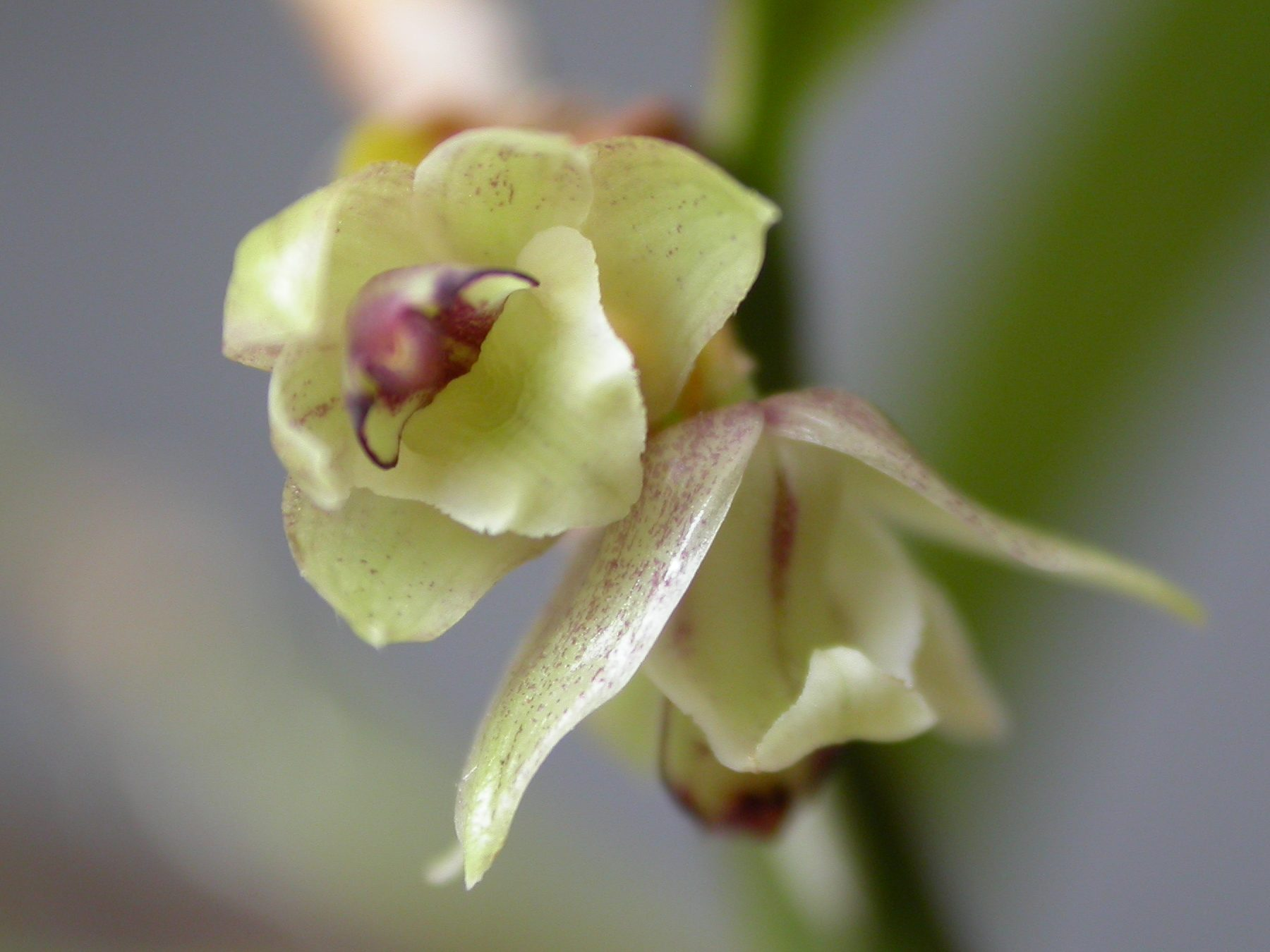
Scaphyglottis modestaEspécie comum no sudeste do Brasil, é uma das espécies mais altas que pode chegar a mais de setenta centímetros, com flores maiores grandes para o gênero, cerca de um centímetro de diâmetro.

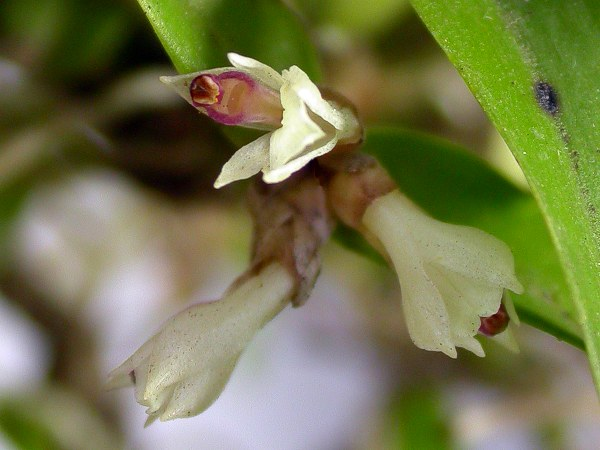
Scaphyglottis sickiiPlanta pequena mas muito florífera é valorizada pelos orquidófilos que gostam de miniaturas.

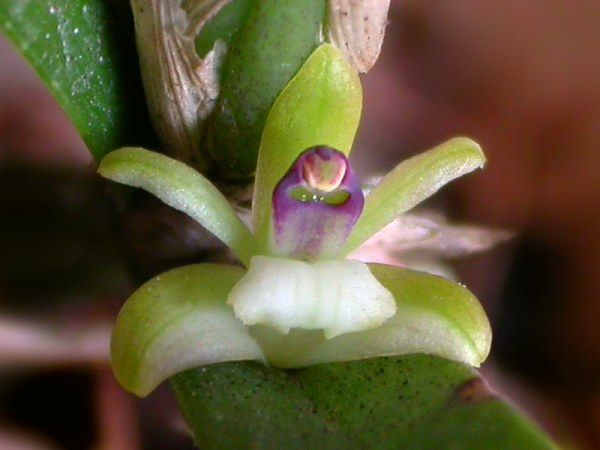
Scaphyglottis boliviensisOutra espécie bastante comum.

1. Scaphyglottis acostaei (Schltr.) C.Schweinf., Bot. Mus. Leafl. 10: 27 (1941).
2. Scaphyglottis amparoana (Schltr.) Dressler, Taxon 13: 246 (1964).
3. Scaphyglottis arctata (Dressler) B.R.Adams, Phytologia 64: 257 (1988).
4. Scaphyglottis atwoodii Dressler, Novon 7: 124 (1997).
5. Scaphyglottis aurea (Rchb.f.) Foldats, Acta Biol. Venez. 2: 381 (1959).
6. Scaphyglottis behrii (Rchb.f.) Benth. & Hook.f. ex Hemsl., Biol. Cent.-Amer., Bot. 3: 219 (1884).
7. Scaphyglottis bicallosa Dressler, Novon 10: 198 (2000).
8. Scaphyglottis bicornis (Lindl.) Garay, Bot. Mus. Leafl. 21: 255 (1967).
9. Scaphyglottis bidentata (Lindl.) Dressler, Lankesteriana 3: 28 (2002).
10. Scaphyglottis bifida (Rchb.f.) C.Schweinf., Bot. Mus. Leafl. 10: 27 (1941).
11. Scaphyglottis bilineata (Rchb.f.) Schltr., Beih. Bot. Centralbl. 36(2): 456 (1918).
12. Scaphyglottis boliviensis (Rolfe) B.R.Adams, Phytologia 64: 257 (1988).
13. Scaphyglottis caricalensis (Kraenzl.) Correll, Bot. Mus. Leafl. 9: 145 (1941).
14. Scaphyglottis cernua Dressler, J. Orchideenfr. 11: 310 (2004).
15. Scaphyglottis chlorantha B.R.Adams, Phytologia 64: 249 (1988).
16. Scaphyglottis clavata Dressler, J. Orchideenfr. 11: 311 (2004).
17. Scaphyglottis condorana Dodson, Orquideologia 21: 7 (1998).
18. Scaphyglottis conferta (Ruiz & Pav.) Poepp. & Endl., Nov. Gen. Sp. Pl. 1: 59 (1836).
19. Scaphyglottis confusa (Schltr.) Ames & Correll, Bot. Mus. Leafl. 10: 85 (1942).
20. Scaphyglottis corallorrhiza (Ames) Ames, F.T.Hubb. & C.Schweinf., Bot. Mus. Leafl. 3: 40 (1934).
21. Scaphyglottis coriacea (L.O.Williams) Dressler, Brittonia 56: 64 (2004).
22. Scaphyglottis crurigera (Bateman ex Lindl.) Ames & Correll, Bot. Mus. Leafl. 10: 85 (1942).
23. Scaphyglottis cuniculata (Schltr.) Dressler, Lankesteriana 3: 28 (2002).
24. Scaphyglottis densa (Schltr.) B.R.Adams, Phytologia 64: 258 (1988).
25. Scaphyglottis dunstervillei (Garay) Foldats, Acta Bot. Venez. 3: 398 (1968).
26. Scaphyglottis emarginata (Garay) Dressler, Brittonia 56: 64 (2004).
27. Scaphyglottis fasciculata Hook., Hooker's Icon. Pl. 4: t. 317 (1841).
28. Scaphyglottis fusiformis (Griseb.) R.E.Schult., Bot. Mus. Leafl. 17: 205 (1957).
29. Scaphyglottis geminata Dressler & Mora-Ret., Orquídea (Mexico City), n.s., 13: 192 (1993).
30. Scaphyglottis gentryi Dodson & Monsalve, Orquideologia 21: 8 (1998).
31. Scaphyglottis gigantea Dressler, Orquídea (Mexico City), n.s., 7: 234 (1979).
32. Scaphyglottis graminifolia (Ruiz & Pav.) Poepp. & Endl., Nov. Gen. Sp. Pl. 1: 59 (1836).
33. Scaphyglottis grandiflora Ames & C.Schweinf., Bull. Torrey Bot. Club 58: 349 (1931).
34. Scaphyglottis hirtzii Dodson, Orquideologia 221: 11 (1998).
35. Scaphyglottis hondurensis (Ames) L.O.Williams, Ceiba 1: 127 (1950).
36. Scaphyglottis imbricata (Lindl.) Dressler, Lankesteriana 3: 28 (2002).
37. Scaphyglottis jimenezii Schltr., Beih. Bot. Centralbl. 36(2): 399 (1918).
38. Scaphyglottis laevilabium Ames, Proc. Biol. Soc. Wash. 34: 154 (1921).
39. Scaphyglottis leucantha Rchb.f., Linnaea 22: 856 (1850).
40. Scaphyglottis limonensis B.R.Adams, Phytologia 64: 250 (1988).
41. Scaphyglottis lindeniana (A.Rich. & Galeotti) L.O.Williams, Ann. Missouri Bot. Gard. 28: 423 (1941).
42. Scaphyglottis livida (Lindl.) Schltr., Beih. Bot. Centralbl. 36(2): 457 (1918).
43. Scaphyglottis longicaulis S.Watson, Proc. Amer. Acad. Arts 23: 286 (1888).
44. Scaphyglottis mesocopis (Endres & Rchb.f.) Benth. & Hook.f. ex Hemsl., Biol. Cent.-Amer., Bot. 3: 220 (1884).
45. Scaphyglottis michelangeliorum Carnevali & Steyerm., Phytologia 55: 289 (1984).
46. Scaphyglottis micrantha (Lindl.) Ames & Correll, Bot. Mus. Leafl. 10: 85 (1942).
47. Scaphyglottis minutiflora Ames & Correll, Bot. Mus. Leafl. 10: 83 (1942).
48. Scaphyglottis modesta (Rchb.f.) Schltr., Repert. Spec. Nov. Regni Veg. 23: 46 (1926).
49. Scaphyglottis monspirrae Dressler, Novon 10: 199 (2000).
50. Scaphyglottis pachybulbon (Schltr.) Dressler, Novon 10: 199 (2000).
51. Scaphyglottis panamensis B.R.Adams, Phytologia 64: 251 (1988).
52. Scaphyglottis prolifera (R.Br.) Cogn. in C.F.P.von Martius & auct. suc. (eds.), Fl. Bras. 3(5): 15 (1898).
53. Scaphyglottis propinqua C.Schweinf., Bot. Mus. Leafl. 17: 46 (1955).
54. Scaphyglottis pulchella (Schltr.) L.O.Williams, Ann. Missouri Bot. Gard. 28: 424 (1941).
55. Scaphyglottis punctulata (Rchb.f.) C.Schweinf., Bot. Mus. Leafl. 17: 47 (1955).
56. Scaphyglottis reflexa Lindl., Edwards's Bot. Reg. 25(Misc.): 20 (1839).
57. Scaphyglottis robusta B.R.Adams, Phytologia 64: 253 (1988).
58. Scaphyglottis sessiliflora B.R.Adams, Phytologia 64: 254 (1988).
59. Scaphyglottis sickii Pabst, Orquídea (Rio de Janeiro) 18: 7 (1956).
60. Scaphyglottis sigmoidea (Ames & C.Schweinf.) B.R.Adams, Phytologia 64: 257 (1988).
61. Scaphyglottis spathulata C.Schweinf., Bot. Mus. Leafl. 10: 28 (1941).
62. Scaphyglottis stellata Lodd. ex Lindl., Edwards's Bot. Reg. 25(Misc.): 44 (1839).
63. Scaphyglottis sublibera (C.Schweinf.) Dressler, Taxon 13: 247 (1964).
64. Scaphyglottis subulata Schltr., Repert. Spec. Nov. Regni Veg. 8: 454 (1910).
65. Scaphyglottis summersii L.O.Williams, Bot. Mus. Leafl. 9: 14 (1940).
66. Scaphyglottis tenella L.O.Williams, Ann. Missouri Bot. Gard. 28: 423 (1941).
67. Scaphyglottis tenuis L.O.Williams, Amer. Orchid Soc. Bull. 10: 77 (1941).
68. Scaphyglottis triloba B.R.Adams, Phytologia 64: 256 (1988).